# Christoph Trappe
Christoph Trappe (* 18. März 1959 in Mülhausen) ist ein ehemaliger deutscher Sprinter, der sich auf den 400-Meter-Lauf spezialisiert hatte.
Er startete ab 1974 für den SC Bayer 05 Uerdingen und ab 1981 für die LG Bayer Leverkusen. Zwischen 1977 und 1983 trat er dreimal im Nationaltrikot an.
Bei der Universiade 1981 erreichte er den Zwischenlauf über 400 Meter. Zwei Jahre später wurde er bei den Deutschen Hallenmeisterschaften 1983 deutscher Vizemeister über 400 Meter und deutscher Meister mit der 4-mal-400-Meter-Staffel. Im gleichen Jahr wurde er Vierter bei den Halleneuropameisterschaften in Budapest über 400 Meter. Bei den deutschen Hallenmeisterschaften 1984 gewann er erneut den Titel mit der 4-mal-400-Meter-Staffel. Im Freien war er 1981 und 1985 deutscher Meister mit der 4-mal-400-Meter-Staffel.

## Persönliche Bestzeiten
- 200 m: 21,23 s, 6. Juli 1983, Aachen
- 400 m: 46,80 s, 25. August 1982, Koblenz
- 400 m: 46,62 s, 6. März 1983, Budapest, Halleneuropameisterschaften 1983